# Družok
Družok (Дружок) è un film del 1958 diretto da Viktor Vladislavovič Ėjsymont.

## Trama
Il film racconta le divertenti avventure di due amici inseparabili: Misha e Kolya, che un giorno d'estate sono stati lasciati nella loro dacia senza adulti. Con loro c'erano solo una bambina Mike e un amico di amici: un cane irsuto, leale e paziente di nome Druzhok. Ha giocato un ruolo significativo nelle grandi avventure di amici inseparabili ...